# Sanglo
Sanglo (egyszerűsített kínai írással: 商洛市, pinjin: Shāngluò) prefektúra szintű város Kínában, Senhszi tartományban. Lakosainak száma 2 041 231 fő (2020).

## Népesség
| 2010 | 2 341 742 |
| 2020 | 2 041 231 |

## Testvérvárosok
- Zsitomir